# Maigret et l'Homme du banc
Maigret et l'Homme du banc est un roman policier de Georges Simenon publié en 1953 aux Presses de la Cité. Il fait partie de la série des Maigret.
L'écriture de ce roman s'est déroulée du 11 au 19 septembre 1952 dans sa propriété de Shadow Rock Farm, Lakeville (Connecticut), États-Unis, soit à quelque  5 500 km de Paris où se déroule l'action.
L'action se déroule à Paris (boulevard Saint-Martin, place de la République et environs, rue de Clignancourt) et à Juvisy, dans les années 1950 ; l’enquête se déroule du lundi 19 au vendredi 23 octobre (chapitres I à VIII), mais le dénouement (chapitre IX) a lieu longtemps après.

## Résumé

### Début du roman
Louis Thouret, un magasinier, domicilié à Juvisy, est retrouvé tué d'un coup de couteau dans une impasse du boulevard Saint-Martin. Maigret se rend chez sa femme à Juvisy pour lui apprendre la nouvelle.
À la morgue, Mme Thouret s'offusque : elle prétend que les souliers jaunes que porte le mort ne lui appartiennent pas, pas plus que sa cravate rouge. Dans la poche de Thouret, on trouve deux billets de cinéma qui ont servi le jour même. Or, Thouret aurait dû se trouver à son travail, rue de Bondy.

### Enquête
Le lendemain, Maigret se rend sur place, et apprend que la maison où Thouret travaillait n'existe plus depuis trois ans. Thouret n'en a rien dit à sa femme. Que faisait-il donc de ses journées, et où trouvait-il l'argent du salaire qu'il rapportait chez lui ? Maigret interroge aussi Monique, la fille des Thouret, qui a l'air d'en savoir plus qu'elle ne prétend. L'épouse de la victime imposait à Thouret une vie monotone, réglée et sans joie. Elle lui en voulait de n'être que magasinier alors que ses sœurs, ayant épousé des fonctionnaires, menaient un train de vie plus élevé que le sien. Bien que l'entreprise qui employait Thouret n'existe plus depuis trois ans, ce dernier continuait à faire semblant de se rendre à son travail chaque jour. La reconstitution de la vie de Thouret pendant ces trois dernières années va conditionner toute l'enquête.
En fait, Thouret n'avait pas osé avouer à son épouse qu'il était sans emploi. Cherchant un nouveau travail sans y parvenir, il a d'abord vécu grâce à des prêts d'anciens collègues compréhensifs, puis il a rencontré par hasard un cambrioleur à qui il a fourni des idées de vol qui lui étaient venues durant ses loisirs passés sur les bancs publics des Grands Boulevards. Les deux hommes ont ainsi commis plusieurs cambriolages faciles et Thouret, en possession d'importantes sommes d'argent, a mené à Paris une vie terne, mais qui lui permettait d'échapper à l'épouse ennuyeuse qu'il retrouvait pourtant chaque soir. Il louait une petite chambre, portait des vêtements que sa femme n'aurait pas admis, se promenait, entretenait même une liaison plus amicale qu'amoureuse avec une ancienne collègue. Ceci n'explique toutefois pas pourquoi il a été assassiné.

### Résolution de l'enquête
Maigret apprend que la fille de Thouret et son jeune ami avaient découvert sa double vie et qu'ils lui extorquaient de l'argent. Cette piste n'aboutit pourtant pas, et la vérité ne sera connue que beaucoup plus tard grâce à une enquête fastidieuse portant sur l'arme du crime. Louis Thouret laissait trop en évidence dans sa chambre l'argent qu'il possédait ; sa logeuse l'a volé à son tour avec la complicité de son amant, lequel a tué Thouret.

## Aspects particuliers du roman
À travers le héros se fait jour une vision pessimiste de l’homme qui ne parvient pas à échapper, malgré ses efforts, à la grisaille du quotidien. Il fait partie de ces gens « qui luttaient jour après jour pour surnager, ou pour se faire illusion, pour croire qu’ils existaient et que la vie vaut la peine d’être vécue ». À noter une allusion au rôle joué par Mme Maigret dans L’Amie de Madame Maigret et à une fille morte en bas âge.
Le thème du petit employé modèle perdant son travail, ne le disant pas à sa femme acariâtre, et continuant à ramener l'argent de sa prétendue paye pendant des mois et des années, avait déjà été traité par Simenon dans la nouvelle On ne tue pas les pauvres types en 1946. Cependant la façon dont les deux personnages se procuraient l'argent était différente, l'une malhonnête, l'autre pas : Par les vols pour L'Homme du banc et pour avoir gagné le gros lot de la Loterie nationale pour le pauvre type de la nouvelle.

### Personnages
- Louis Thouret : la victime, ex-magasinier. Marié, une fille, proche de la cinquantaine.
- Émilie Thouret : épouse de Louis Thouret
- Monique Thouret : employée de 22 ans, leur fille
- Albert Jorisse : amant de Monique, 19 ans
- Jef Schramek, dit Fred le Clown : cambrioleur, 63 ans
- Mariette Gibon : logeuse de Thouret, la cinquantaine
- Marco : amant de Mariette Gibon, environ 30 ans.

## Éditions
- Prépublication en feuilleton dans le quotidien Le Figaro, du 31 janvier au 3 mars 1953
- Édition originale : Presses de la Cité, 1953
- Livre de Poche, n° 14234,  (ISBN 978-2-253-14234-8)
- Tout Simenon, tome 6, Omnibus, 2002  (ISBN 978-2-258-06047-0)
- Romans, tome II, Gallimard, Bibliothèque de la Pléiade, n° 496, 2003  (ISBN 978-2-07-011675-1)
- Tout Maigret, tome 5, Omnibus, 2019  (ISBN 978-2-258-15046-1)

## Adaptations
- Sous le titre Murder on Monday, téléfilm anglaise de Terence Williams, avec Rupert Davies (Commissaire Maigret), diffusé en 1962.
- Sous le titre Megre i Chelovek Na Skameyke, téléfilm soviétique de Viatcheslav Brovkine, avec Boris Tenine (Commissaire Maigret), diffusé en 1973.
- Maigret et l'Homme du banc, téléfilm français de René Lucot, avec Jean Richard (Commissaire Maigret), diffusé en 1973.
- Sous le titre Keishi to benchi no otoko, téléfilm japonais de Hashimoto Shinya, avec Kinya Aikawa (Commissaire Maigret), diffusé en 1978.
- Sous le titre (en russe : Мегрэ и человек на скамейке) [1] téléfilm réalisé par Iouri Aronovitch Maliatskine avec Mikhaïl Viktorovitch Danilov (ru) (Commissaire Maigret) diffusé à partir du 10 septembre 1981 à la télévision.
- Maigret et l'Homme du banc, téléfilm franco-belge d'Étienne Périer, avec Bruno Cremer (Commissaire Maigret), Marie Dubois (Mme Thouret), Andréa Ferréol (Mariette), Anne Bellec (Mme Maigret). diffusé en 1993.

## Sources bibliographiques
- Maurice Piron, Michel Lemoine, L'Univers de Simenon, guide des romans et nouvelles (1931-1972) de Georges Simenon, Presses de la Cité, 1983, p. 336-337  (ISBN 978-2-258-01152-6)